# Rossese di Dolceacqua superiore
Il Rossese di Dolceacqua superiore è un vino DOC la cui produzione è consentita nella provincia di Imperia.

## Caratteristiche organolettiche
- colore: rosso rubino.
- odore: vinoso intenso, ma delicato, caratteristico.
- sapore: morbido, aromatico, caldo.

## Produzione
Provincia, stagione, volume in ettolitri
- Imperia  (1990/91)  226,93
- Imperia  (1991/92)  150,5
- Imperia  (1992/93)  152,0
- Imperia  (1993/94)  111,68
- Imperia  (1995/96)  133,49
- Imperia  (1996/97)  107,52